# Przestrzeń Kryłowa
Przestrzeń Kryłowa – dla ustalonej macierzy kwadratowej {\displaystyle A} stopnia {\displaystyle n} i wektora {\displaystyle b} przestrzeni {\displaystyle \mathbb {R} ^{n},} podprzestrzeń liniowa {\displaystyle \mathbb {R} ^{n}} generowana przez wektory {\displaystyle b,Ab,\dots ,A^{n-1}b,} tj.
{\displaystyle {\mbox{lin}}\{b,Ab,\dots ,A^{n-1}b\}.}
Nazwa pojęcia pochodzi od nazwiska rosyjskiego matematyka i inżyniera, Aleksieja Kryłowa.
Współczesne metody iteracyjne wyszukujące jedną lub kilka wartości własnych dużych macierzy rzadkich lub rozwiązujące duże układy równań liniowych unikają operacji na kilku macierzach, a zamiast tego wykorzystują mnożenie wektorów przez macierz i działają na powstałych w rezultacie wektorach. Zaczynając z wektorem {\displaystyle b,} obliczane jest {\displaystyle Ab,} wtedy powstały wektor mnożony jest przez {\displaystyle A,} aby otrzymać {\displaystyle A^{2}b} itd. Wszystkie algorytmy działające w ten sposób są określane mianem metod przestrzeni Kryłowa. Są one obecnie jednymi z najbardziej cieszących się powodzeniem metod dostępnych w numerycznej algebrze liniowej.
Ponieważ wektory bardzo szybko stają się niemal liniowo zależne, to metody oparte na przestrzeni Kryłowa dotyczą dosyć często ortogonalizacji, np. ortogonalizacja Lanczosa dla macierzy hermitowskich lub ortogonalizacja Arnoldiego do bardziej ogólnego zastosowania.
Najlepiej znanymi metodami wykorzystującymi przestrzenie Kryłowa są metody Arnoldiego, Lanczosa, GMRES (uogólniona metoda minimalnych residuów) i BiCGSTAB (stabilizowana metoda wzajemnie sprzężonych gradientów).